# Adorno (famiglia)
Gli Adorno sono stati una famiglia patrizia e ducale di Genova, che diede alla Repubblica numerosi dogi. Estintasi nel 1634, i titoli, i feudi ed il cognome furono ereditati dalla famiglia Botta di Milano, che da allora si chiamò Botta Adorno. La famiglia Botta è attestata a partire dal 1298, con il capostipite Simone Botta, cittadino di Cremona. I Botta Adorno si estinsero nel 1882.

## Storia

### Origine
Secondo un'antica leggenda, riportata da Amedeo Pescio, questa famiglia ha origine da un nobile di origine tedesca, che nel XII secolo, venne in pellegrinaggio con molti altri pellegrini fino a Genova, perché credevano che sarebbero potuti arrivare in Terra Santa attraverso il mare, attendendo lo stesso prodigio che era accaduto a Mosè nel Mar Rosso. Dopo giorni di lunghe attese, quasi tutti tornarono in Germania, mentre alcuni rimasero in Genova, tra cui questo nobile di nome Adorno. È però più probabile che la famiglia abbia avuto origine e tratto il nome dalla omonima borgata di Adorno, nei pressi di Taggia, nell'estrema riviera di Ponente; è lungo la valle di Pasturezza, detta poi Vallechiara, che la famiglia iniziò a possedere diverse abitazioni. Un primo ricordo del casato lo si trova in un documento notarile che riguarda Anna Felice vedova di Adorno, redatto il 12 gennaio 1186.
Lo stesso personaggio lo si trova anche in un altro documento notarile del 15 ottobre 1210; da questa coppia nascono Barisone e Pietro (1212), dal quale Barisone, derivano i rami successivi della famiglia. Essa nei primi tempi visse con profitto di mercatura, tanto da accumulare grandi ricchezze, che furono alla base della successiva potenza.
Secondo alcuni storici, per Barisone si intendeva un soprannome(cognome)o un nome di battesimo. Alcuni presumono che tra questo Barisone Adorno e Barisone I re di Sardegna ci fosse una relazione di parentela.
Altre notizie storiche su Barisone Adorno si hanno in Francia, nel monastero di Chiaravalle (poi prigione di stato), nel quale c'èra una vetrata che ritraeva un cavaliere presentato da San Bernardo Abate di Chiaravalle al Papa Eugenio III nell'anno 1148, al ritorno della seconda crociata, con l'iscrizione del nome: Barisone Adorno.
Dagli alberi genealogici, questo Barisone Adorno(in alcuni atti notarili chiamato semplicemente Adorno) risulta essere terzo figlio di Barisone di Lacon Serra, Giudice di Arborea, poi re di Sardegna, e di Pelegrina Lacon Caller.

### Ascesa

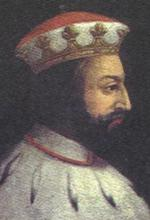
Ritratto del doge Giorgio Adorno

Molti sono i rami in cui si divise la casa Adorno, uno dei quali, quello dei Conti di Montegil, vissé in Spagna. Confluì, poi, in questa famiglia il vecchio casato dei Campanaro, dei quali Nicolò, nel secolo XIV, sposò Margherita Adorno, figlia di Adornino di Guglielmo e sorella dei dogi Giorgio ed Antoniotto senior, sostituendo ai suoi figli il cognome paterno con quello più prestigioso della loro madre.
Altri rami si stabilirono anche in Germania e in Sicilia, nelle città di Messina, Siracusa e Palermo, fino alla sua estinzione nel 1846.
A Messina gli Adorno godettero di nobiltà nel periodo che va dal secolo XVI al secolo XVII;  si ricorda il nobile Antonio Adorno che viene citato nella Mastra nobile del Mollica dell'anno 1600 nella lista XIV.
Un altro ramo lo troviamo a Siracusa, appartenente al ceto borghese e insignito della carica senatoria, come rappresentante del ceto cittadino; a ricoprire questa carica fu Carmelo Adorno negli anni 1746, 1754 e 1757. Successivamente questa famiglia entrò nella nobiltà cittadina, e Giovanni Adorno ricoprì la carica di Senatore nell'anno 1796. A Siracusa ci furono altri Adorno, ma degno di ricordo è Giorgio Adorno, patrizio genovese, cavaliere dell'Ordine di Malta, morto in Sicilia dopo il 18 settembre del 1565; questo Giorgio lasciò una discendenza ancora residente in Siracusa che, successivamente si imparentò con gli Avolio (ancora oggi si trovano testimonianze nella corte degli Avolio situata nell'isola di Ortigia). Altri discendenti ancora in vita si trovano a Floridia.

## Membri rilevanti e principali del casato

### Dogi
- Gabriele Adorno, Principe Serenissimo e doge di Genova nel 1363-1370, principe di Chio e vicario imperiale.
- Antoniotto Adorno, Principe Serenissimo e doge di Genova nel 1384-1390, nel 1391-1392 e nel 1394-1396 dopo aver rinunciato nel 1378, e in seguito governatore per conto del re di Francia Carlo VI (1396-1397), Barone del Regno di Sicilia e Gerusalemme nel 1390.
- Giorgio Adorno, Principe Serenissimo e doge di Genova nel 1413-1415, con il quale fu modificata la Costituzione della repubblica genovese.
- Raffaele Adorno, Principe Serenissimo e doge di Genova nel 1443–1447.
- Barnaba Adorno, Principe Serenissimo e doge di Genova nel gennaio 1447.
- Prospero Adorno, Principe Serenissimo e doge di Genova nel corso del 1461 e poi fuggito da Genova e governatore per conto degli Sforza di Milano nel 1477-1478.
- Agostino Adorno, governatore per conto degli Sforza nel 1488-1499.
- Un secondo Antoniotto Adorno, Principe Serenissimo e doge di Genova nel 1522-1527.

## Altri personaggi
- Barisone Adorno, (detto Adorno Adorno, e semplicemente Adorno; forse figlio del primo re di Sardegna, Barisone I di Arborea) insieme ad Anna Felicia Ambriaco, sono i capostipiti della famiglia Adorno di Genova.
- Teramo Adorno, doge eletto in esilio nel 1418, Consignore di Castelletto d'Orba, Castelnuovo Bormida e Capriata 1399.
- Luchino, Arcivescovo di Nicosia dal 1383 al 1395, Arcivescovo di Famagosta dal 2-X-1395, Arcivescovo di Cipro, Abate di Santo Stefano di Squillace dal 20-II-1397, Vicario Generale di Santa Romana Chiesa in Roma 1352-1362.
- Gerolamo Adorno, fratello del Doge Antoniotto II Adorno, fu duca dell'impero, consigliere intimo dell'imperatore e viene menzionato spesso per le sue abilità politiche.
- Raffaele che comanda dodici galere genovesi all'impresa di Gerba in Africa e milita per il re Alfonso d'Aragona contro Genova.
- Teramo che offre il dominio di Genova al duca di Milano per abbattere il doge Tommaso Fregoso nel 1421.
- Abbadessa regnante (Principessa dell'Impero) Marie Francoise Adornes de Ronsele, di Bourbourg, Signora di Oxelaere, Noordpeene, Faumont e Coutiches (Francia), dal 1695 al 1698.
- Matteus Iberii Adornetti, patrizio di Pisa, Anziano del comune di Pisa nel 1373 e nel 1376.
- Ser Nerio Adornetti, patrizio di Pisa, vissuto nel XIV secolo.
- Vannes Adornetti, patrizio di Pisa.
- Magister Nicolaus De Adornetto, nella città di Messina.
- Gabriele Adorno (1499-1572), generale della flotta imperiale spagnola.[3]
- Paolo Adornetto, senatore di Messina nel 1601, 1604, 1608 e 1618 (Il Mezzogiorno e Napoli nel Seicento italiano, pag. 42 e 43).
- Marchese Don Lorenzo Cusani Visconti Botta Adorno, vice ammiraglio d'armata e senatore del Regno D'Italia.
- Santa Caterina Fieschi Adorno, che acquisì il cognome dal marito.
- Beata Anna Maria Adorni di Parma.
- Il Venerabile Giovanni Agostino Adorno.
- Il Venerabile Don Celso Adorno barnabita (al secolo Ippolito Adorno).
- La Venerabile suor Cherubina Adorno monaca delle Grazie.
- Mario Adorno (Siracusa 1773 - ivi 1837), avvocato, partecipò ai moti carbonari negli anni 1820-1821; nel 1837 accusò pubblicamente in un proclama firmato dal sindaco di Siracusa, il barone Emanuele Francica di Pancali, i Borbone della diffusione del colera in Sicilia a causa del malgoverno. L'Adorno fu quindi il capo degli insorti di Siracusa, insieme al figlio Carmelo, e fu giustiziato.
- Vincenzo Adorno, patrizio genovese, e nobile di Palermo nel 1577, consigliere della Dogana di Varazze, morto in Palermo pochi giorni dopo il 12 dicembre del 1596. A Palermo, la comunità genovese si riuniva nella cappella dei Mercanti Genovesi, situata nel chiostro della Basilica di San Francesco; i genovesi ne avevano fondata un'altra, San Giorgio dei Genovesi, nel 1576. Nella cappella chiamata "Cappella dei Mercanti Genovesi", si trovava una tomba marmorea, che conteneva le spoglie di Francesco Adorno.
- Girolamo Adorno (?-1632), nobile feudatario e militare al servizio dei Gonzaga nel Monferrato.
- Luigi Ignazio Adorno, sottotenente del 146º reggimento costiero di Noto (Siracusa), comandante di un posto di blocco, morì durante la seconda guerra mondiale il 10 luglio del 1943 e venne insignito della medaglia d'oro.

## Ramo e personaggio storico ricollegabile al casato, ma senza fonti certe
La famiglia nobile degli Adorni oriundi da Altino (Veneto), risale al X secolo, delle cronache antiche fanno risalire la costruzione della chiesa di San Barnaba apostolo di Venezia, all'anno 936, proprio da questa famiglia.
Un altro personaggio di cui si sa poco è Aimone Adorno, conte del Palazzo di Breme, che nel 964, insieme ad Arduino Marchese di Torino, caccia i Saraceni che si erano accampati nelle terre del Monferrato.

## Titoli
Gli Adorno sono stati principi di Chio (re e despoti alla greca), marchesi di Pallavicino, Borgo, Busalla, Borgo Fornari e Pietra, Marchesi e conti di Silvano D'Orba Superiore ed Inferiore, conte di Rondinaria, conti di Castelletto D'Orba, San Fili, Rende, Tenda, baroni di Caprarica di Lecce, di Montalto, Guardia degli Oltremontani, Corthuy, Eilekins, signori di Grimault, Saint Tropez, Serravalle Scrivia, della Valle Arroscia, San Remo, Taggia, Poggiardo, Ghendbrugge, Ronsele, signori di Gerusalemme di Santa Caterina del Monte Sinai e molti altri feudi. I dogi ebbero trattamento di serenissimi principi.
Furono "principi serenissimi", perché sin dal 1357, da molti documenti ufficiali, si nota che i dogi genovesi erano chiamati, da vari pontefici, signori d'italia, principi e repubbliche, "Serenissimi e Gloriosi Principi". Nel XV secolo, il Consiglio lateranense, nomina le Signorie di Venezia e di Genova, col titolo di Serenissime. Un altro trattamento che i Serenissimi Principi, Dogi di Genova avevano, eebbero fu quello di Altezza ed Altezza Serenissima; in precedenza il trattamento loro riservato era quello di Eccelso, di Illustrissimo ed Eccellentissimo.

## Varianti del cognome
Nel Medioevo, si poteva trovare un cognome appartenente alla medesima famiglia al femminile, al maschile o al plurale: femminile se ci si riferiva alla famiglia o a una donna della famiglia (la famiglia Adorna di Genova o la Marchesa Maddalena Adorna); maschile ci si riferiva agli uomini (principe Antoniotto Adorno, principe Raffaele Adorno); plurale maschile se ci si riferiva a tutti i componenti della famiglia, maschi e femmine (gli Adorni di Genova). Altra variazione riscontrata erano i diminutivi e gli accrescitivi; così hanno avuto origine le varianti Adornetto, Adornetti, Adornato.

## I Rami della famiglia Adorno
- Botta Adorno (Principi del Sacro Romano Impero, Marchesi, Conti, Patrizi Milanesi, Genovesi e Pavesi).
- Adorno de la valle di Pasturezza (Conti, Patrizi e Nobili di Genova).
- Adorno Pastorino (conti, baroni di Vallechiara).
- Adorni di Pisa (conti e patrizi di Pisa).
- Adorni Braccesi (conti, patrizi di Pisa e nobili dei conti).
- Adorni Braccesi Chiassi (Conti).
- Adornetto (conti, signori, patrizi di Pisa e nobili di Messina).
- Adornetti (patrizi di Pisa).
- Baciocchi Adorno (marchesi, conti e baroni).
- Rosselli Del Turco Baciocchi Adorno (conti e patrizi di Firenze).
- Campanaro Adorno (patrizi genovesi e napoletani).
- Adornes (Adorno delle Fiandre) (conti, baroni e signori).
- Adorno di Montegil (conti).
- Cattaneo Adorno (marchesi).
- Cattaneo Adorno Giustiniani (marchesi).
- Durazzo Adorno.
- Adorno de Tscharner (Francia; duchi, marchesi e conti).
- Cusani Visconti Botta Adorno (marchesi).
- Cusani Visconti Botta Adorno Trivulzio (marchesi).
- Conti di Limburg Stirum (discendenti in linea diretta femminile dagli Adornes delle Fiandre).
- Adorni (famiglia - dal 1550 in Cerro Tanaro nell'astigiano).
- Negrette Adorno (Spagna; duca di Cotadilla, marchese di Torre Manzanal, duca e conte di Campo Alange e Grande di Spagna).
- Guzman Adorno marchesi di Villamarta (Spagna).
- Davila Adorno marchesi di Villamarta, marchesi di Miraval (Spagna).
- Adorno marchese di Albodoluy (Spagna).
- Adorno marchesi di Campo Real (Spagna).
- Spinola Adorno.
- Adorno (Portogallo).

## Castelli e palazzi
- Castello di Borgo Adorno, nel comune di Cantalupo Ligure, in provincia di Alessandria.
- Castello della Pietra, nel comune di Vobbia, provincia di Genova.
- Castello di Gabiano, dei Marchesi Cattaneo Adorno Giustiniani.
- Castello di Bolzaneto, costruito intorno al XIV secolo.
- Castello Adorno, di Silvano d'Orba (Alessandria).
- Castello di Branduzzo (Pavia), appartenuto ai Botta Adorno.
- Castello di Savignone (Genova).
- Castello di Cortachy, in (Scozia), appartenuto ai Baroni Adornes.
- Palazzo Adorno di Lecce.
- Palazzo Adorno di Genova, appartenente ai rolli di Genova, in via al Ponte Reale, 1.
- Palazzo Cattaneo Adorno, a Genova, in via Giuseppe Garibaldi, 8.
- Palazzo baronale di Caprarica di Lecce (Puglia).
- Palazzo Ducale di Genova, sede dei dogi della repubblica genovese.
- Palazzo Adorni Braccesi, in Firenze, in via de' Rondinelli 1.